# Sauvagny
 Sauvagny  là một xã ở tỉnh Allier thuộc miền trung nước Pháp.